# Reloj maestro
Un reloj maestro es un instrumento de precisión que proporciona señales de temporización para sincronizar un sistema de relojes esclavos como parte de una red de relojes. Las redes de relojes eléctricos conectados por cables a un reloj de péndulo maestro de precisión comenzaron a usarse en instituciones como fábricas, oficinas y escuelas alrededor de 1900. Los relojes controlado por radio modernos se sincronizan mediante señales de radio o conexiones a Internet a un sistema de tiempo mundial llamado Tiempo universal coordinado (UTC), que se rige por un reloj atómico de referencia primaria en muchos países.
Una versión atómica moderna de un reloj maestro es el gran conjunto de relojes que se encuentra en el Observatorio Naval de los Estados Unidos.

## Historia
Entre finales del siglo XIX y la disponibilidad de servicios de tiempo de Internet, muchas instituciones grandes que dependían de un cronometraje preciso, como escuelas, oficinas, redes ferroviarias, centrales telefónicas y fábricas, usaban redes de relojes maestro/esclavo, que consistían en múltiples relojes esclavos y otros dispositivos de sincronización, conectados a través de cables a un reloj maestro que los mantenía sincronizados mediante señales eléctricas. El reloj maestro era generalmente un reloj de péndulo de precisión con un péndulo de segundos y un mecanismo robusto. Generaba señales de sincronización periódicas mediante contactos eléctricos conectados al mecanismo, transmitidas al equipo controlado a través de pares de cables. Los dispositivos controlados podían ser relojes de pared, relojes de torre, sirenas de fábrica, campanas de escuela, perforadoras sobre papel pautado y programadores de cinta de papel que hacían funcionar las máquinas de las fábricas a determinadas horas. Miles de estos sistemas se instalaron en países industriales y permitieron la programación precisa de la que dependían las economías industriales.
En las primeras redes, los relojes esclavos tenían su propio mecanismo de cronometraje y simplemente se corregían con las señales del reloj maestro cada hora (o según las características del sistema, cada 6, 12 o 24 horas). En redes posteriores, los relojes esclavos eran simplemente contadores que usaban un motor paso a paso para hacer avanzar las manecillas con cada pulso del reloj maestro, una vez por segundo o una vez por minuto. Algunos modelos, como el Synchronome, tenían mecanismos adicionales opcionales para comparar la hora del reloj con un servicio horario nacional que distribuía señales horarias de los relojes de péndulo en el observatorio de referencia de cada país mediante cables telegráficos. Un ejemplo es el servicio horario GPO en Gran Bretaña, que distribuía señales desde el Real Observatorio de Greenwich.
La Oficina Postal Británica (GPO) utilizaba estos relojes maestros en sus centrales telefónicas electromecánicas para generar los pulsos de temporización de llamadas necesarios para cobrar a los abonados telefónicos por sus llamadas y para controlar secuencias de eventos como la liberación forzosa de conexiones cuando el abonado que llamaba no colgaba después de que el abonado llamado lo hubiera hecho. El Reino Unido tenía cuatro suministradores de este tipo, que fabricaban relojes según la misma especificación GPO y que utilizaban el sistema de impulsos Hipp Toggle: Gent and Co., de Leicester; Magneta Ltd de Leatherhead en Surrey; Synchronome Ltd de Alperton, al noroeste de Londres; y Gillett and Johnson.